# Guido-Insel
Die Guido-Insel (in Argentinien Isla Guido Spano, im Vereinigten Königreich Pardoner Island) ist eine Insel im Wilhelm-Archipel vor der Westküste des Grahamlands auf der Antarktischen Halbinsel. In der Gruppe der Wauwermans-Inseln liegt sie 1,5 km nordöstlich von Prioress Island.
Die Insel ist erstmals, jedoch noch unbenannt, auf einer argentinischen Landkarte aus dem Jahr 1950 verzeichnet. Argentinische Kartographen benannten sie 1957 nach dem argentinischen Dichter Carlos Guido Spano (1829–1918). Das UK Antarctic Place-Names Committee benannte sie  1959 dagegen nach einer Figur aus den um das Jahr 1387 verfassten Canterbury Tales des englischen Schriftstellers Geoffrey Chaucer.